# 马賨
马賨（？—？），马楚武穆王马殷之弟，马元第二子。
马賨跟随马殷随秦宗权、孙儒为将，性格沉勇，知书史。孙儒失败，马賨被杨行密俘虏。号黑云都，为指挥使。马賨立功，杨行密问他家世，他说自己是马殷的弟弟。杨行密于是让他到长沙投奔兄长，为吴楚和平通商尽力。马殷表奏弟弟为武安军节度副使。开平年间，马賨劝马殷和杨吴交好，马殷依附后梁，杨吴和后梁为敌，所以马殷没有同意。后来马殷开天策府，以马賨为長史，朗州留后，领永顺军节度使，后唐时马殷为楚国王，马賨为静江军节度观察使。